# Souk El Ahad
Souk El Lahad ou Souk Ahad (em árabe: سوق الأحد; romaniz.: Sūq al Aḥad) é uma cidade do sul da Tunísia e a capital da delegação (espécie de distrito ou grande município) homónima, a qual faz parte da província (gouvernorat) de Kebili. Em 2004, o município tinha 18 285 habitantes e a delegação 26 732.
Situa-se numa zona de pequenos oásis, na estrada que atravessa a faixa de deserto entre o Chott el Fejaj e o Chott el Jerid e que liga Tozeur a Kebili, 14 km a noroeste de Kebili, 80 km a leste de Tozeur, 44 km a noroeste de Douz, 115 km a sul de Gafsa, 130 km a oeste de Gabès e 475 km a sul de Tunes (distâncias por estrada).
O nome significa "soco ou mercado de domingo" e ainda hoje o soco é realizado nesse dia. Desenvolveu-se como uma localidade agrícola antes de assistir a uma ligeira industrialização, bem como de algum desenvolvimento turístico ligado ao chamado turismo saariano.